# 合田怜
合田 怜（ごうだ れい、1993年〈平成5年〉8月31日 - ）は、日本のプロバスケットボール選手。大阪府大阪市東住吉区出身。ポジションはシューティングガード。B.LEAGUE・大阪エヴェッサ所属。

## 来歴
大阪市立東田辺小学校、大阪市立中野中学校、大阪府立淀川工科高等学校から大阪学院大学に進み、NBLの西宮ストークスにアーリーエントリーで加入。卒業後の2016年にB.LEAGUEが発足し、大阪エヴェッサに移籍。2020年には主将に就任。